# Důl Měděnec
Důl Měděnec je uzavřený železnorudný důl v Měděnci v Krušných horách (okres Chomutov, Ústecký kraj). Mezi lety 1968 a 1992, kdy byl v provozu, se v něm vytěžilo přibližně 2,7 miliónů tun rubaniny, což představuje asi 936 tisíc tun železa. Po určitou dobu se v něm získávaly také rudy mědi a stříbra. Po ukončení těžby kovových rud ještě krátkou dobu probíhala těžba muskovitu a granátů. Definitivně byla těžba zastavena v roce 1997 a v letech 2021–2022 byl areál dolu zbořen.

## Historie

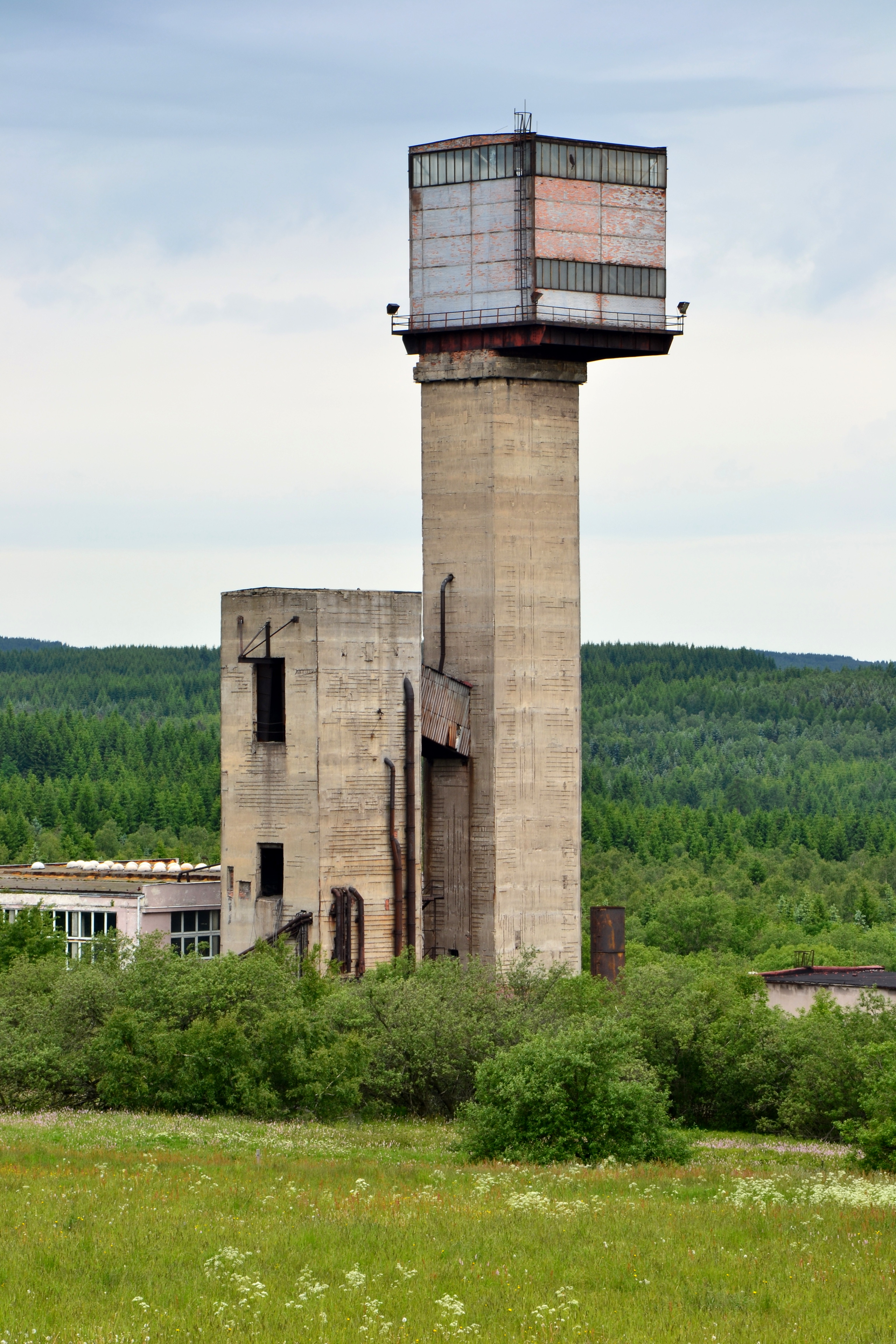
Skipová věž

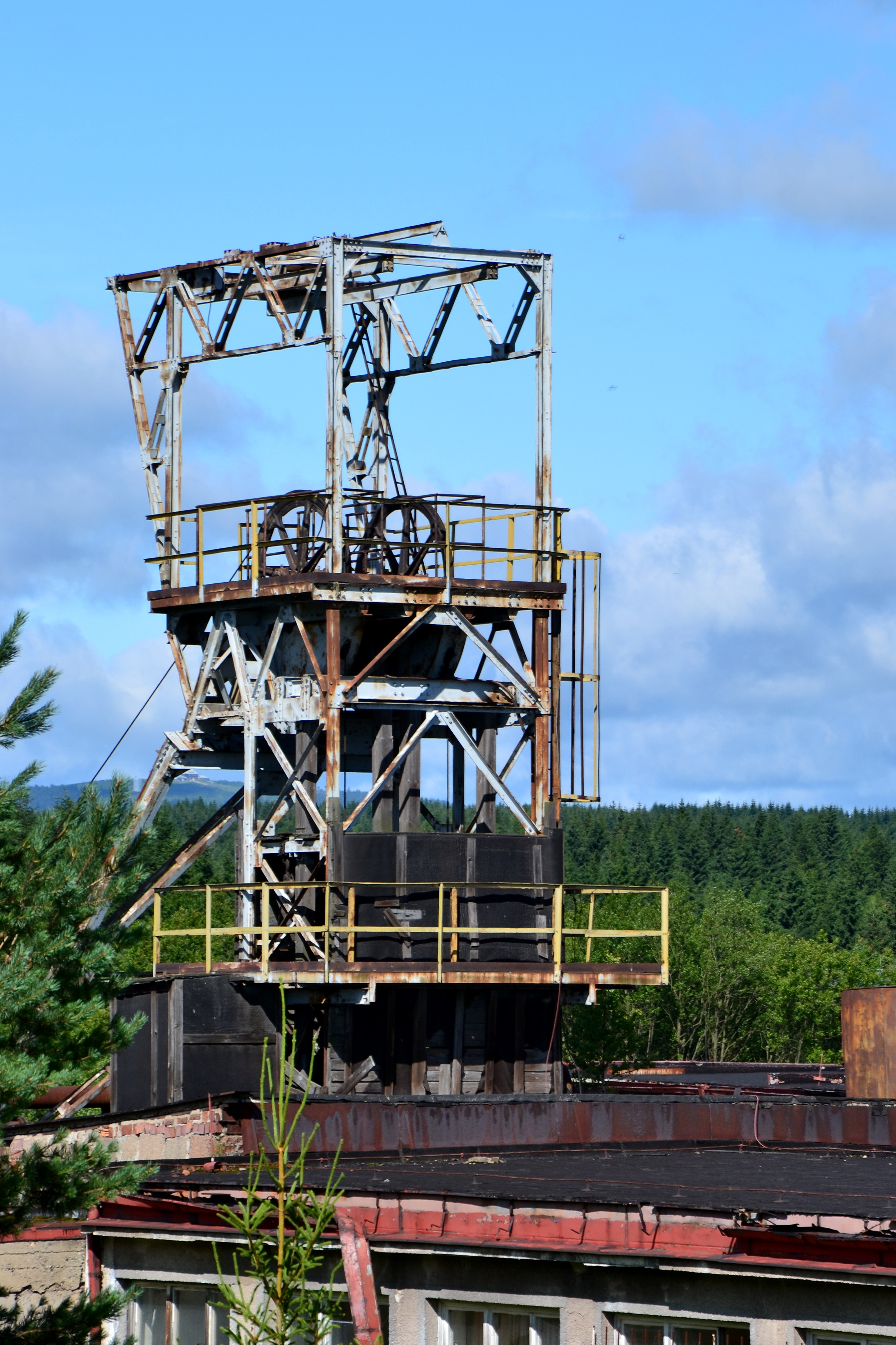
Těžní věž jámy Měděnec

V letech 1955–1966 probíhal v okolí Měděnce magnetometrický průzkum, který na základě geomagnetických anomálií odhalil několik skrytých magnetitových ložisek. Už v roce 1958 Ministerstvo hutního průmyslu rozhodlo o výstavbě nového důlního závodu, který se měl stát součástí národního podniku Železorudné doly a hrudkovny Ejpovice. Povrchový průzkum lokality však zjistil také přítomnost uranového zrudnění, a proto ložisko v období 1959–1960 převzaly Jáchymovské doly, které zde vyhloubily průzkumnou jámu. Ložisko uranu však nebylo nalezeno. Výstavba vlastního dolu proběhla mezi lety 1960 a 1968, kdy byl v květnu uveden do provozu, přestože nebyl kompletně dokončen. V průběhu let se měnilo jeho organizační zařazení:
- 1967–1973: součást národního podniku Železorudné doly a hrudkovny Ejpovice v závodu Krušná hora,
- 1974–1977: závod národního podniku Rudné a nerudné doly Ejpovice,
- 1977–1992: součást národního podniku Rudné doly Příbram (pod názvem Závod Václava Řezáče Měděnec).[1]

Měděnecký důl ukončil těžbu z důvodu vyčerpání ložiska v roce 1992 jako poslední železnorudný důl v České republice. Roku 1994 jej získala společnost Garmica, která zde těžila granáty a slídy, ale pro nízký odbyt musela těžbu v roce 1997 ukončit. V následujícím roce přestala být odčerpávána důlní voda, a důl byl zatopen. V době ukončení těžby v roce 1992 důl zaměstnával 184 zaměstnanců, ale průměrný stav byl po dobu provozu asi 265 pracovníků.
Demolice budov dolu začala koncem léta v roce 2021. Dne 16. září 2022 byla odstřelena skipová věž, drtírna a železobetonový komín.

## Ložiska
Celý dobývací prostor dolu tvořilo pět skarnových ložisek magnetitu: Měděnec, Měděnec-sever (mezi Měděncem a Mezilesím), Přísečnice (2,5 km severně od Měděnce), Fischer-Václav (500 metrů severovýchodně od ložiska Přísečnice) a Kovářská (severovýchodně od Kovářské). Těžba probíhala pouze na třech z nich.

### Ložisko Měděnec
Hlavní ložisko Měděnec tvořila ve skarnovém tělese vyvinutá magnetitová čočka o délce až 600 metrů, šířce 300 metrů a mocnosti až 90 metrů s ortorulami v nadloží. Otevíraly ji dvě svislé jámy. Klecová jáma Měděnec vyhloubená během průzkumu Jáchymovskými doly a prohloubená do roku 1968 až do hloubky 224,5 metrů sloužila k dopravě lidí a pomocného materiálu, zatímco skipojáma vybavená těžním zařízením byla hluboká 279 metrů. Měla čtyři patra. Ze třetího vedl překop k ložisku Přísečnice a pod čtvrtým patrem se nacházela drtírna rudy. Ložisko poskytlo 85 % vytěžených surovin.
V roce 1989 provedli zaměstnanci velký odstřel, který vedl k propadu nadložní klenby, v jehož důsledku se na povrchu vytvořila časem zatopená propadlina o průměru přes sto metrů. Příčinou propadu byla snaha získat větší množství rudy těžbou zásob z ochranných pilířů širokých 8–10 metrů mezi jednotlivými komorami širokými 30 metrů.

### Ložisko Přísečnice
Ložisko Přísečnice bylo otevřeno 146 metrů hlubokou průzkumnou jámou a v letech 1970–1992 těženo. Po ukončení těžby byla jáma vybavena potrubím na případné odčerpávání vody a zasypána. Z ložiska pocházelo asi 15 % vytěžených surovin.

### Ložisko Kovářská
Ložisko Kovářská bylo otevřeno svislou průzkumnou jámou hlubokou 544 metrů. Práce v ní byly zastaveny v roce 1964. Průzkum provedený v roce 1987 zde však odhalil zásoby rudy o velikosti 12–15 miliónů tun s roční kapacitou těžby 300–500 tisíc tun. Těžba však zahájena nebyla. Z ložiska Měděnec byl sice budován překop, ale práce na něm byly asi po jednom kilometru ukončeny.

### Ložisko Fischer-Václav
Ložisko Václav se nacházelo poblíž historického dolu Fischer u Mezilesí. Společně byly pokusně těženy v letech 1962–1964, ale malé zásoby a nerentabilnost těžby vedly k jejich uzavření a zatopení v roce 1965. Zdejší rubanina byla dodávána do národního podniku Rudné doly Jeseník v Žulové, kde se upravovala pro těžkokapalinové úpravny uhlí v Ostravě. Z odvalů dolu Fischer bylo získáno 15 000 tun rubaniny.

## Těžba
Celková produkce dolu byla 2 672 000 tun rubaniny o průměrné kovnatosti 35,07 %, což odpovídá 937 000 tun kovového železa. Průměrný roční úhrn rubaniny se pohyboval kolem 110 000 tun. Hlavním produktem dolu byl železný koncentrát využívaný k výrobě surového železa nebo jako zatěžkávadlo pro uhelné úpravny. Od roku 1982 se však z doprovodného chalkopyritu vyráběl také měděný koncentrát s celkovým obsahem 323 tun mědi a 807 kg stříbra (z koncentrátu bylo získáno v Kovohutích Krompachy 752 kg stříbra). V posledních pěti letech provozu odebíral měděneckou magnetitovou drť z nejkvalitnější železné rudy podnik Výstavba jaderné elektrárny Temelín, který ji používal k výrobě těžkých betonů.
Kromě rud se využíval také štěrk a zpracovávaly se zde nízkotavitelné strusky z chomutovských Válcoven trub a železáren, ze kterých se vyráběla zatěžkávadla, a pokusně také železné podíly z popílků tepelných elektráren v Prunéřově a louženců z niklové huti Sereď.